# جان يموان
جان يموان (بالفرنسية: Jean Lemoine)‏ هو دبلوماسي فرنسي، ولد في 1250 في كريسي إين بونتيو في فرنسا، وتوفي في 22 أغسطس 1313 في أفينيون في فرنسا.